# Musique tadjike
 (février 2025).
 (février 2025).
Si vous disposez d'ouvrages ou d'articles de référence ou si vous connaissez des sites web de qualité traitant du thème abordé ici, merci de compléter l'article en donnant les références utiles à sa vérifiabilité et en les liant à la section « Notes et références ».
La musique tadjike est la musique des peuples persanophones du Tadjikistan. La musique savante et l'art d'interpréter les maqôms sont très proches de la pratique turco-iranienne. Elle a aussi de fortes parentés avec la musique ouzbèke, la musique ouïghoure et la musique afghane, toutes proches. Son foyer semble s'être concentré au Badakhchan avec un genre folklorique particulier, le falak. 

## Musique savante
Le shash et le tchahôr maqôm, bien que classiques et érudits, ne restent que des éléments régionaux à la diffusion très limitée. Ils incluent les maqôms suivants : Buzruk - Dugôh - Irôq - Navô - Rôst - Segôh et Bayôt - Tchahôrgôh - Dugôh-Husayni - Gulyôr-Shahnôz. Ce sont les mêmes que ceux de l'Ouzbékistan. 
Jurabek Nabiev en est l'interprète le plus illustre.

## Musique folklorique
Elle se répartit en trois régions distinctes :
- Pamir (Badakhchan), où les chromatismes sont fréquents, le registre restreint, l'échelle mineure et les luths très importants (dumbrak, rubab-i pamiri, komus, tanbur, setâr, rabâb, târ) ;
- Kuheshtoni (Gissar, Kulyab, Garm) ;
- Sogdiana (Kashkadarya, Surkhandarya).

Le kuheshtôni pratiqué par les bardes hôfiz ou hâfiz en est la forme la plus répandue. Il se chante avec une voix de gorge goloi, accompagnée au luth dombra ou setâr.
Le falak est un chant populaire sur des poésies mystiques pour les rites funéraires. C'est une complainte accompagnée au dotâr, au târ ou au ghaychak.
Le dafsaz est au Haut-Badakhchan, un chant a cappella repris par un chœur d'hommes accompagné au tambour sur cadre daf. On y évoque des thèmes religieux ou des poésies mystiques clamées sous la forme ghazal.
Le dargilik-falak-lalaik (ou bulbulik) est un chant à enchaînement, composé d'un chant de séparation, d'un falak et d'un chant plaintif. Il est accompagné au rabâb, à la ghaychak et au daf.
Le destan est dans le sud, une ballade épique narrant les hauts faits légendaires de Görogly, un héros turc.
Le maddahi (ou madâkhâni) est un chant religieux des Ismaéliens proche du ghazal, chanté à l'occasion de funérailles dans le Badakhchan et accompagné au rabâb et doyre.
Le garibi est un chant « d'étranger » du début du XXe siècle que les paysans déracinés colportent.
Les festivals gulgardoni ou boychechak (printanier) et sayri guli lola (des tulipes) sont l'occasion d'entendre des chants chorals (naqshi kalon) accompagnant des danses et accompagnés au dutar et doira.
Les cérémonies de naissance ou de circoncision sont accompagnées de chants (naat et munojot) et d'un théâtre de marionnettes accompagné au doira, qayroq, surnay et nagara. Pour les mariages, on fait appel aux sozanda, des musiciennes professionnelles jouant dans des ensembles dasta.

## Instruments traditionnels

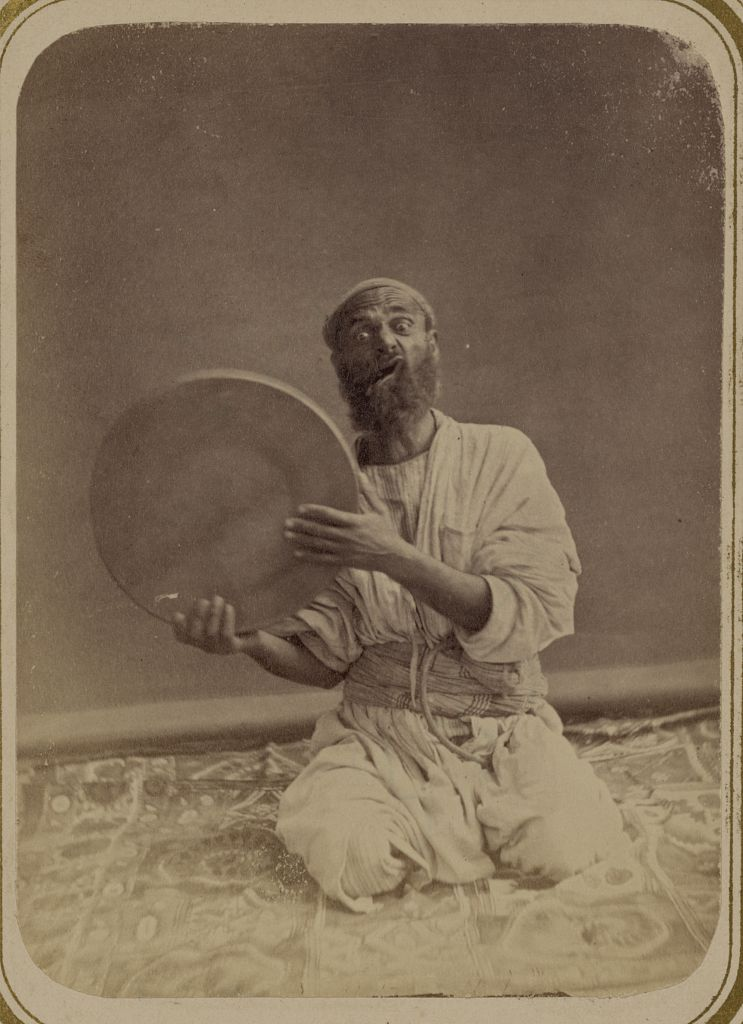
Joueur de dayre.

Les instruments à vent comprennent : akkordeon, nay, qayroq, et surnay. Les instruments à cordes comprennent : dombra, dotâr, ghaychak-i pamiri, komus, rabâb, rubab-i pamiri, setâr, tambûr, tanbur, et târ.
Les percussions incluent : daf, doira, et nagara.

### Sources
- Jean During, Musiques d'Asie centrale, Actes Sud, 1998.
- (en) Broughton, Simon and Sultanova, Razia. "Bards of the Golden Road", in World Music, Vol. 2: Latin & North America, Caribbean, India, Asia and Pacific, Broughton, Simon and Ellingham, Mark  with McConnachie, James and Duane, Orla (Ed.), Rough Guides Ltd, Penguin Books, 2000.  (ISBN 1-85828-636-0)